# Apulée
Ne doit pas être confondu avec Pseudo-Apulée.
Œuvres principales
Métamorphoses ; Apologie ou De la Magie ; Du dieu de Socrate
Apulée (en latin Lucius Apuleius, en grec Ἀπουλήιος, Apoulèios, en berbère ⴰⴼⵓⵍⴰⵢ, Afulay), né vers 125 à Madaure, actuelle M'daourouch au nord-est de l'Algérie, et mort probablement après 170, est un écrivain, orateur et philosophe Berbère. Sa renommée vient de son chef-d'œuvre, le roman latin intitulé Les Métamorphoses, également connu sous le nom de L'Âne d'or. Apulée a aussi écrit des poèmes et a publié des discussions sur divers thèmes, en particulier philosophiques, ainsi que des discours. Une grande partie de ses œuvres a été perdue.

## Biographie
À part une inscription, on ne connaît la vie d'Apulée qu'à travers ses écrits. Son gentilice est Apuleius (écrit aussi Appuleius) ; le prénom Lucius utilisé depuis la Renaissance n'est pas certain. 
Apparemment, Apulée est né vers 123. Il était issu d'une famille de citoyens berbères romanisés bien considérée et aisée, d'origine indigène ; lui-même se définit comme « mi-Numide et mi-Gétule », ce qui est parfois traduit aujourd'hui par "berbère". Sa patrie est Madaure (en latin Madaura, neutre pluriel, ou plutôt Madauri, masculin pluriel), en Numidie, dans l'actuelle Algérie, colonie romaine située loin de la côte romanisée, et dont subsistent aujourd'hui quelques vestiges d'époque romaine. Elle faisait partie de l'Afrique proconsulaire. Son père était duumvir (membre du gouvernement bicéphale de la ville). À la mort de son père, Apulée hérita avec son frère d'une fortune de deux millions de sesterces.
Apulée a dû recevoir sa première éducation scolaire à l’université de Madaure ; puis il alla apprendre la rhétorique à Carthage, le centre culturel de l'Afrique romaine. Dès lors, il choisit le platonisme comme orientation philosophique scolaire. Finalement, il va à Athènes pour étudier la philosophie. C'est là qu'il acquiert aussi des connaissances en poésie, en géométrie et en musique. À Athènes, il a de nombreux maîtres de philosophie, parmi lesquels peut-être Taurus de Tyr, le plus éminent platonicien d'Athènes au milieu du IIe siècle. Apulée était aussi ouvert à l'influence du néo-pythagorisme, qui se mélangeait alors souvent au platonisme. Pendant son séjour en Grèce, il se fit initier à une série de cultes à mystères ; son profond intérêt pour les savoirs secrets des religions lui a rapporté plus tard la renommée de magicien. Son degré d'adhésion à la romanitas (en) fait l'objet d'un débat.
Après la fin de sa formation, Apulée entreprend des voyages étendus, qui le mènent en particulier vers Samos et la Phrygie ; de temps à autre, il séjourne à Rome, où il exerce peut-être une activité d'avocat. L'archéologue Filippo Coarelli pense qu'un bâtiment antique découvert en 1886 à Ostie, le port de Rome, peut être identifié comme la maison où Apulée a vécu. Dans les objets trouvés dans cette fouille, on trouve deux tuyaux à eau marqués de Lucius Apuleius Marcellus – apparemment le nom du propriétaire de la maison – ainsi que la base d'une statue équestre du consul Marcus Asinius Marcellus. Ceci s'accorde avec le fait que dans les Métamorphoses d'Apulée, paraît un Asinius Marcellus, qui initie Lucius, le héros du roman, au culte d'Osiris à Rome. Au cas où Lucius Apuleius Marcellus serait identique à l'écrivain, celui-ci avait le surnom (cognomen) de son protecteur le consul.
Avec son activité de rhéteur, à laquelle appartiennent aussi des exposés sur des thèmes philosophiques et religieux, Apulée se situe dans le courant que l'on désigne d'habitude par le vague concept de « seconde sophistique ». Ce mouvement comprend des maîtres de rhétorique qui se consacrent aussi à la déclamation publique ; ils cultivent un art du discours efficace selon les modèles antiques et sont en partie également des écrivains. Beaucoup d'entre eux ont aussi des intérêts philosophiques. Le lien entre philosophie et art oratoire correspond à l'esprit du temps, mais manque de fondement pour un platonicien, puisque Platon avait critiqué avec acuité la rhétorique et avait lutté contre la sophistique. Apulée dilapida son héritage dans les nombreux voyages en Asie Mineure et en Égypte où il étudiait la philosophie et la religion.
L'écrivain passe la dernière phase de sa vie dans son  Afrique natale. Tombé malade en route à Oea (l'actuelle Tripoli), il est reçu avec hospitalité chez Sicinius Pontien, un condisciple du temps de ses études à Athènes. La mère de Pontien, Aemilia Pudentilla, était une veuve très riche, âgée de quelques années de plus que lui. Avec le consentement, voire l'encouragement, de son fils, Apulée accepta de l'épouser, en 156. Entre-temps, Pontien lui-même épouse la fille d'Herennius Rufin qui, indigné de voir la richesse de Pudentilla sortir de la famille, incite son gendre, ainsi qu'un frère cadet, Sicinius Pudens, encore tout jeune, et leur oncle paternel, Sicinius Aemilianus, à se joindre à lui pour contester le mariage en l'accusant d'avoir usé de charmes et de sortilèges pour obtenir l'affection de Pudentilla. Le procès eut lieu vers 158 ou 159 à Sabratha ; le juge était le proconsul (Rome antique) de la province d'Afrique proconsulaire, Claudius Maximus. L'accusation elle-même semble avoir été ridicule, et Apulée plaida avec fougue sa propre cause. Acquitté, il consigne sa plaidoirie dans un texte connu sous le nom d'Apologie ou De Magia ("Discours sur la magie") dont le contenu nous est parvenu. Plus tard, il s'établit à Carthage, où il assume une charge de prêtre : il devient probablement sacerdos provinciae (chef des prêtres du culte de l'empereur dans la province d'Afrique proconsulaire). On mentionne encore notre personnage dans les années 160,   puis sa trace se perd. Nous ne connaissons ni le lieu ni la date de sa mort, mais celle-ci eut sans doute lieu après 170. 
Apulée a dédié deux de ses œuvres philosophiques à son « fils » Faustinus. On ne sait s'il s'agit là d'un fils biologique ou d'un de ses élèves.

## Œuvres
Toutes les œuvres conservées d'Apulée sont en latin, dans une langue jugée « précieuse », mais avec une expression claire. Elles se divisent en deux groupes : écrits philosophiques et écrits rhétoriques. Son ouvrage le plus célèbre, le roman des Métamorphoses, occupe une place particulière. En outre, on a de lui de petits poèmes.

### LesMétamorphoses
Le titre original de ce roman est « Onze livres de métamorphoses », en latin Metamorphoseon libri XI, ou brièvement les « Métamorphoses » (« transformations »). Il rappelle l'œuvre de même nom du poète Ovide, les Métamorphoses, qui ont pour thèmes des transformations d'hommes en animaux, comme celle (toutefois unique) de Lucius en âne chez Apulée. Le titre courant actuel « L'Âne d'or » (Asinus aureus) n'est attesté que dans l'Antiquité tardive (par le Père de l'Église saint Augustin), et n'est donc pas considéré comme authentique, mais l'auteur a peut-être choisi un double titre. Cet ouvrage est le seul qui nous soit intégralement parvenu.

#### Récit

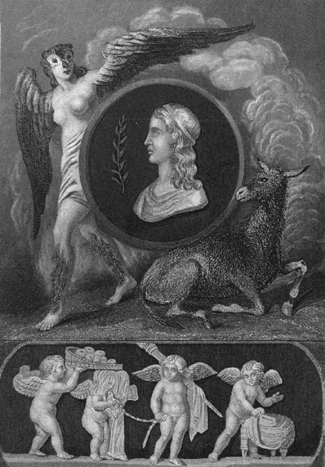
Frontispice des Métamorphoses, Bohn's Libraries, 1902.

Le héros, un aristocrate prénommé Lucius (comme l'auteur du livre, Lucius Apuleius), connaît différentes aventures, après que sa maîtresse, la servante Photis, l'a transformé en âne par accident. Il apprend que, pour retrouver sa forme humaine, il doit manger des roses. Ses diverses aventures malheureuses et burlesques, au cours de cette quête de roses, sont l'occasion pour Lucius d'apprendre et de raconter au lecteur de nombreuses histoires (le mythe de Psyché et d'Amour, « la marâtre empoisonneuse », « la bru sanglante », etc.), mêlant l'érotisme aux crimes sanglants et à la magie. Bien que la signification du récit puisse faire l'objet d'interprétations diverses, il semble que le voyage de Lucius soit aussi un voyage spirituel, une initiation à la magie en même temps qu'une mise à distance, par le comique, de la sorcellerie.

#### Interprétation
L'interprétation du roman présente de nombreux difficultés en raison de sa multitude de strates. Il constitue un exercice difficile de philologie classique. La technique du récit et le masquage des intentions de l'auteur ont conduit dans la recherche à une multitude d'hypothèses concurrentes sur sa signification. Le récit d'Amour et Psyché introduit dans le roman fascine les lecteurs depuis la Renaissance. Sa matière mythologique, la relation d'amour entre le dieu Éros (Cupidon) et la princesse Psyché, fournit des thèmes à de nombreux poètes, écrivains, peintres, sculpteurs, compositeurs et chorégraphes. Outre les spécialistes du Moyen Âge et les théoriciens de la littérature, des psychanalystes ont participé à l'étude et à l'analyse du récit.

### Œuvres philosophiques
Quatre écrits philosophiques d'Apulée nous sont parvenus : « Du dieu de Socrate » (De deo Socratis), « De Platon et son enseignement » (De Platone et eius dogmate), « Du monde » (De mundo) et Peri hermēneías (De interpretatione, « Sur l'interprétation »).

#### Du dieu de Socrate
Ce traité se présente comme un discours. Il examine la théorie apuléienne des démons et l'insère dans le système cosmologique de l'auteur. Il définit les démons comme des « divinités intermédiaires », en les séparant d'une part des majestueux dieux du ciel, et d'autre part des hommes, et il les classe systématiquement. Son écrit est une source précieuse en matière de démonologie antique, la plus fouillée parmi les présentations du thème dans la littérature antique. Après l'introduction (chap. 1-5), qui traite des dieux du ciel et des hommes, vient l'exposé de la théorie générale des démons (chap. 6-16). Puis Apulée examine le démon de Socrate (Daimonion) (chap. 17-20). La conclusion prend la forme d'un appel à la philosophie. L'auteur demande au lecteur de suivre l'exemple de Socrate : on devrait se soucier de son âme, mépriser les biens extérieurs et suivre une vie philosophique (chap. 21-24).
Dans la version manuscrite qui nous est parvenue, un prologue est ajouté à l'œuvre, que la majorité des chercheurs tiennent pour étranger au texte, et qui pourrait provenir d'une partie aujourd'hui perdue des Florides. L'opinion contraire, selon laquelle il s'agit d'un prologue authentique, est une position encore représentée par une minorité.

#### De Platon et de son enseignement
Cet écrit donne un résumé de l'enseignement de Platon. Il est conçu comme une introduction et doit servir à l'enseignement. C'est une source précieuse sur l'histoire du moyen-platonisme, car la plupart des œuvres des médio-platoniciens ont disparu.
L'exposé commence par une biographie de Platon (chap. 1-4), la plus ancienne qui nous soit parvenue ; Platon est glorifié. Suit la description du platonisme, dans les 14 chapitres restants du premier livre qui traitent de la philosophie naturelle, avec la cosmologie, l'ontologie et la théorie de l'âme, puis dans le deuxième l'éthique et la théorie de l'État qui y est associée. Il manque un troisième livre annoncé dans l'introduction, lequel aurait dû contenir la logique ; selon la division courante dans l'Antiquité, la logique constitue en effet une des trois parties de la philosophie.
Pour des raisons de langue et de contenu, on a mis en doute l'authenticité de ce travail, mais dans la recherche, l'opinion majoritaire penche en faveur de sa véracité.

#### Du monde
L'écrit cosmologique De mundo traite de l'univers et de ses parties, ainsi que du créateur et gardien divin du monde. C'est en partie la traduction en langue latine du traité grec Peri kósmou du Pseudo-Aristote. Mais Apulée ne se contente pas de rendre le contenu de cette source : il y ajoute ses propres réflexions, notamment sur le rôle des démons dans le cosmos, et fait allusion au modèle grec issu des concepts d'Aristote tirés dans un sens platonicien.
Depuis la fin du XIXe siècle subsistent des doutes sur l'authenticité de cette œuvre. Ils sont fondés notamment sur des erreurs de traduction de l'original grec, si graves qu'elles ne peuvent pas être attribuées à Apulée. Les partisans de l'authenticité pensent pouvoir infirmer ces reproches.

#### Peri hermeneias
Bien que cet opuscule soit rédigé en latin, on l'appelle habituellement par son titre grec Peri hermēneías, selon l'habitude de tradition manuscrite qui le désigne sous la forme grecque latinisée Peri hermeniae. Ce titre – qui signifie littéralement « Sur l'interprétation », terme trompeur s'agissant d'un ouvrage portant successivement sur l'art de disserter, sur le jugement et sur le syllogisme – se rattache au traité homonyme d'Aristote Περὶ ἑρμηνείας (souvent désigné sous le titre latin De interpretatione). Ce petit écrit traite de l'art du jugement et de la conclusion. L'auteur non seulement s'oppose au traité d'Aristote, mais aussi considère la tradition aristotélicienne ultérieure et les perspectives stoïciennes. Le Peri hermeneias est le plus ancien manuel latin de logique parvenu jusqu'à nous, et a inauguré la terminologie latine dans ce domaine. Un accent particulier est mis sur la théorie du syllogisme apodictique.
La paternité apuléienne de l'opuscule a été contestée depuis le XIXe siècle. Les doutes sur l'authenticité reposent autant sur des observations stylistiques que sur le contenu et l'histoire de la transmission. Le style est inhabituellement sec pour Apulée, le contenu principalement aristotélicien, avec des éléments stoïciens ; on ne trouve pratiquement pas de platonisme. Mais la sécheresse est conditionnée en partie par le sujet, peut-être aussi par la dépendance envers un modèle grec, et la logique était un domaine traditionnel des aristotéliciens. Les tenants de l'inauthenticité pensent qu'il s'agit de l'ouvrage d'un logicien du IIIe ou IVe siècle, qui voulait compléter la partie logique de l'écrit d'Apulée De Platon et de son enseignement. Mais aujourd'hui, la tendance  dominante dans la recherche est en faveur de l'authenticité : dans le Peri hermeneias, Apulée aurait tenté de combler lui-même la lacune qu'il voyait à sa présentation du platonisme. On part de l'hypothèse d'un modèle grec perdu, qui n'a pas été seulement traduit, mais retravaillé. Peut-être s'agit-il d'un travail précoce d'Apulée, écrit encore pendant ses études à Athènes, ou peu après.

### Œuvres rhétoriques

#### De la magieouApologie
Le titre courant Apologia ("Apologie" ou "Discours de défense") n'est probablement pas authentique ; de la tradition manuscrite, il ressort que le titre original était probablement « Plaidoyer pour soi-même : De la magie » (Pro se de magia) ou brièvement « De la magie » (De magia). Le discours est une source précieuse pour l'histoire de la magie dans l'Antiquité. Il a été tenu devant le tribunal où la plainte contre Apulée pour sorcellerie devait être jugée. Mais la version destinée à être publiée peut, comme il est courant pour les textes de discours de l'Antiquité, être fortement différente de celle réellement prononcée. Dans la recherche, on évoque même l'hypothèse extrême que ce discours soit une fiction purement littéraire.
Comme avocat dans une affaire le concernant, Apulée se montre spirituel, prêt à riposter et agressif ; il préfère atteindre ses effets par la moquerie et l'ironie, et utilise les occasions de faire étalage de sa large culture. Le texte fixé par écrit donne l'impression d'une interaction entre orateur et public ; Apulée paraît improviser et s'accorder spontanément aux sentiments de ses auditeurs. En particulier il soutient que l'accusation est foncièrement dénuée de valeur du simple fait que ses adversaires, s'ils le soupçonnaient vraiment d'avoir des pouvoirs magiques, se garderaient bien d'attaquer une personne aussi puissante.

#### LesFlorides
Les Florida (« Florilège »), en quatre livres, sont un recueil de passages des discours d'Apulée. On n'en a conservé qu'une version fortement résumée par un écrivain de l'Antiquité tardive. Les Florides consistent en 23 extraits de textes de longueurs variées. La version résumée pouvait sans doute servir à fournir des sujets aux écoles de rhétorique. Cette anthologie aborde les sujets les plus divers : l'oeil de l'aigle ; Marsyas et Apollon ; les gymnosophistes indiens ; un édit d'Alexandre et son application aux faux philosophes ; les détracteurs d'Apulée et les talents du sophiste Hippias ; les puissances intermédiaires et la providence divine ; un éloge du perroquet ; Cratès et Hipparchia ; les voyages de Pythagore et la règle du silence ; etc.

### Poèmes
Apulée a composé des poèmes, dont il a à l'occasion parsemé sa prose. On n'en a gardé que peu, dont un poème érotique de 24 sénaires iambiques avec le titre grec Ἀνεχόμενος Anechómenos (« Le Résigné »), qui est probablement une adaptation libre d'un texte du comique Ménandre. Désigné comme l'œuvre d'un jeune ami non identifié de l'auteur, un poème d'amour transmis dans les Nuits attiques d'Aulu-Gelle provient aussi, peut-être, d'Apulée.

### Œuvres perdues
Apulée évoque une série d'œuvres publiées en partie en latin, en partie en grec, voire dans les deux langues, qu'il a composées et dont on ne connaît rien par ailleurs. Quelques auteurs de l'Antiquité tardive, parmi lesquels Jean le Lydien et les grammairiens Priscien de Césarée et Charisius, ont transmis des citations de parties perdues de ces œuvres. Mais il faut remarquer à ce propos que certains textes spéciaux d'Apulée mentionnés dans les sources ou dans la  littérature de recherche ne sont peut-être que des parties de travaux plus importants. À partir des sources, on peut conclure à l'existence des œuvres perdues suivantes :
- Hermagoras, un roman ou un dialogue philosophique ; on n'en a conservé que six courts fragments. L'hypothèse du roman est sensiblement la plus plausible[31].
- une traduction libre en latin du Phédon de Platon dont Priscien nous transmet deux courts extraits[32] ;
- parmi les poèmes perdus figurent un hymne à Asclépios en latin et en grec, avec une introduction en forme de dialogue et un poème panégyrique en l'honneur du proconsul Scipio Orfitus. Apulée a publié une collection de poèmes divertissants sous le titre « Batifolages » (Ludicra), dont on n'a conservé que quelques vers[33] ;
- les Convivales quaestiones ("Questions de banquet") mentionnées sous ce titre par Macrobe et Sidoine Apollinaire, se confondent probablement avec un texte désigné par Apulée dans son Apologie par l'expression Naturales quaestiones. Cet ouvrage, qu'il rédigea en latin et en grec, traitait apparemment de divers thèmes d'histoire naturelle[34] ;
- un traité Des poissons (De piscibus) ; on ne sait pas s'il s'agit d'un exposé autonome, d'une partie des Naturales quaestiones ou d'un travail purement zoologique. Dans son Apologie, Apulée explique en détail qu'il s'est procuré des poissons rares en vue d'études zoologiques ; ensuite, il a largement utilisé dans sa recherche sur les poissons, outre la littérature antérieure, ses propres observations ;
- l'écrit Des arbres (De arboribus) est cité par Servius, le commentateur de Virgile[35]. De ce livre proviennent sans doute aussi des citations que l'écrivain spécialisé Cassianus Bassus a reprises dans sa compilation connue sous le nom de Géoponiques ; l'identification de l'auteur Apulée qui y est nommé avec notre Apulée est vraisemblable[36]. Il est difficile de savoir si l'exposé sur les arbres est un écrit indépendant, ou une partie d'un travail botanique ou agricole – ce dernier avec peut-être le titre De re rustica. Il peut aussi s'agir d'une partie des Naturales quaestiones ou des Convivales quaestiones d'Apulée ;
- un écrit médical évoqué par Priscien[37] dont le titre est peut-être Libri medicinales, De medicina ou Medicinalia. Peut-être s'agit-il d'une partie des Naturales quaestiones ou des Convivales quaestiones[38] ;
- De proverbiis (Des proverbes), un écrit en au moins deux livres cités par le grammairien Charisius[39] ;
- une composition de forme littéraire sur des thèmes de l'histoire ancienne de l'État romain et de la préhistoire mythique de sa fondation, qui contient des indications sur l'histoire monétaire romaine. Priscien lui donne le titre Epitoma (extrait) ou ailleurs Epitomae historiarum[40] ;
- De re publica ("De l'État"), un écrit attesté seulement chez Fulgence le Mythographe, qui n'en fait qu'une courte citation[41] ;
- une traduction latine de « l'Introduction à l'arithmétique » de Nicomaque de Gérase (Ἀριθμητική εἰσαγωγή (Arithmetikè eisagogè))[42] ;
- une étude sur la musique, évoquée par Cassiodore, qui ne la connaît que par ouï-dire[43] ;
- un ouvrage pour lequel l'écrivain antique tardif Jean le Lydien indique le titre grec Erotikos (en latin probablement amatorius). Il s'agit probablement d'un dialogue sur l'amour[44] ;
- un traité sur les phénomènes et présages astronomiques et météorologiques, dont l'existence se comprend par quatre citations d'Apulée chez Jean le Lydien[45].
- Un commentaire sur l'écrit « tagétique » à propos de l'art étrusque des présages, attribué au mythique Tagès[46].

### Pseudo-Apulée
La gloire d'Apulée et l'étendue des domaines thématiques qu'il a couverts ont conduit à ce que lui soit attribuée une série d'écrits dont il n'est pas l'auteur. Les plus connus de ces faux, nommés « pseudo-Apulée », sont :
- Asclépius. Le traité hermétique Asclepius. Cet ouvrage populaire au Moyen Âge et au début des temps modernes est la traduction latine ou la paraphrase d'un traité grec perdu. Il a la forme d'un dialogue, où le dieu Hermès Trismégiste enseigne à son disciple Asclépios l'ordre du monde et le rôle et les tâches de l'homme. Dans aucun des manuscrits qui nous sont parvenus ne figure Apulée comme auteur ; cette attribution semble avoir encore été inconnue au Moyen Âge, et ce n'est qu'à la Renaissance que l'on prit l'habitude de l'indiquer comme auteur ou traducteur de cet écrit. Dans la recherche moderne, certains plaident pour l'authenticité, mais cette hypothèse ne rencontre guère d'approbation[47] ;

- l’Herbarius, un manuel illustré des plantes médicinales, qui date en réalité du IVe siècle, et a été agrandi ultérieurement. Dans un prologue ajouté après coup, le « platonicien Apulée » est mentionné comme auteur[48]. Au Moyen Âge, cet écrit était très apprécié, et a été attribué à Apulée ;

- Physiognomonie. Un traité anonyme de physiognomonie qui nous est parvenu n'a été attribuée à Apulée qu'au XIXe siècle. En réalité, il a son origine dans l'Antiquité tardive, vraisemblablement dans la seconde moitié du IVe siècle[49] ;
- Sur l'interprétation : voir plus haut, "Oeuvres philosophiques" / Peri hermeneias.
- De habitudine, doctrina et nativitate.

## Philosophie
Apulée se disait « philosophe platonicien » ; il attachait une grande importance à cette désignation. Il entendait par philosophie en premier lieu la pratique philosophique, c'est-à-dire un mode de vie philosophique selon les modèles classiques ; il se tenait à l'écart des querelles d'écoles philosophiques. Dans la recherche plus ancienne, on émettait l'hypothèse qu'il avait fait partie des disciples du médio-platonicien Gaios avec Albinus Platonicus, que l'on prenait encore par erreur pour l'auteur du manuel Didaskalikos. Tadeusz Sinko, en 1905, a émis l'hypothèse que les enseignements de l'« école de Gaios » pouvaient être reconstruits d'après les écrits subsistants des platoniciens de cette voie, parmi lesquels Apulée. Mais la recherche plus moderne a abandonné l'hypothèse qu'il y aurait eu une telle école avec des enseignements spécifiques, car il manque des preuves convaincantes. En particulier, les sources n'indiquent pas de lien entre Gaios et Apulée.
La philosophie d'Apulée se distingue par une position syncrétique. À l'origine, elle est platonicienne, mais elle adopte abondamment des influences aristotéliciennes et stoïciennes. Le mélange des écoles ne posait à Apulée aucun problème, comme pour de nombreux penseurs de l'époque impériale, car on  considérait volontiers Aristote comme un platonicien et la Stoa comme une branche du platonisme. Apulée admire Pythagore et souligne l'étroite parenté entre platonisme et pythagorisme. Il montre aussi de l'estime pour les cyniques.
La grande importance de la théorie des démons dans le système d'Apulée provient du fait qu'il est convaincu qu'un contact direct entre les dieux et les hommes est impossible, car leurs domaines d'être sont rigoureusement séparés. C'est pourquoi on a besoin de démons comme intermédiaires ; ce n'est que par les démons qu'un bien peut parvenir aux hommes de la part des dieux. Tous les démons supérieurs sont par nature exclusivement bons et semblables aux dieux ; ils ne se lient jamais aux corps. Les démons inférieurs, en revanche, ne diffèrent pas des âmes qui habitent les corps d'hommes ; on y compte notamment les âmes errantes des criminels décédés. Les démons sont soumis aux passions, et réagissent émotionnellement au comportement des hommes. Les dieux auxquels la poésie attribue ce genre de sentiments et de comportements sont en réalité des démons. Ces démons sont les interlocuteurs des hommes, qui se tournent avec des prières et des actions cultuelles vers des instances qu'ils nomment « dieux ». À chaque homme est attribué un démon supérieur défini, son esprit protecteur personnel. L'esprit protecteur vit dans l'âme de l'homme et se fait remarquer comme une voix intérieure. À l'instar de Socrate, l'homme doit constamment être conscient de la présence de son démon gardien personnel et faire attention à ses indications. En raison de la perfection de son caractère, Socrate n'avait pas besoin d'un démon qui l'exhorte à faire le bien, mais seulement d'un démon  qui l'avertisse pour le garder des dangers.
La question de la création du monde débattue parmi les platoniciens attire Apulée vers les tenants d'une conception étendue, selon laquelle le monde est éternel et sa création ne doit pas être entendue comme une apparition à un moment donné.
Selon la conception d'Apulée du platonisme, la théorie platonicienne des âmes signifie que l'âme du monde est la source (fons) de toutes les âmes. Les âmes de tous les êtres vivants sont incorporelles et impérissables. Ainsi Apulée part d'un être unitaire du spirituel et s'éloigne de la position exposée dans le Timée de Platon, selon laquelle le démiurge a créé l'âme du monde sur la base d'un mélange différent de celui des autres âmes.
L'image de l'homme dans la pensée d'Apulée est pessimiste. L'auteur tenait la vie de la grande majorité des hommes pour ratée. Il blâme l'absence d'efforts des hommes pour acquérir la connaissance, et voit dans les délits et les crimes la conséquence de cette paresseuse ignorance. Il n'exclut que quelques philosophes de cette critique.

## Réception

### Antiquité

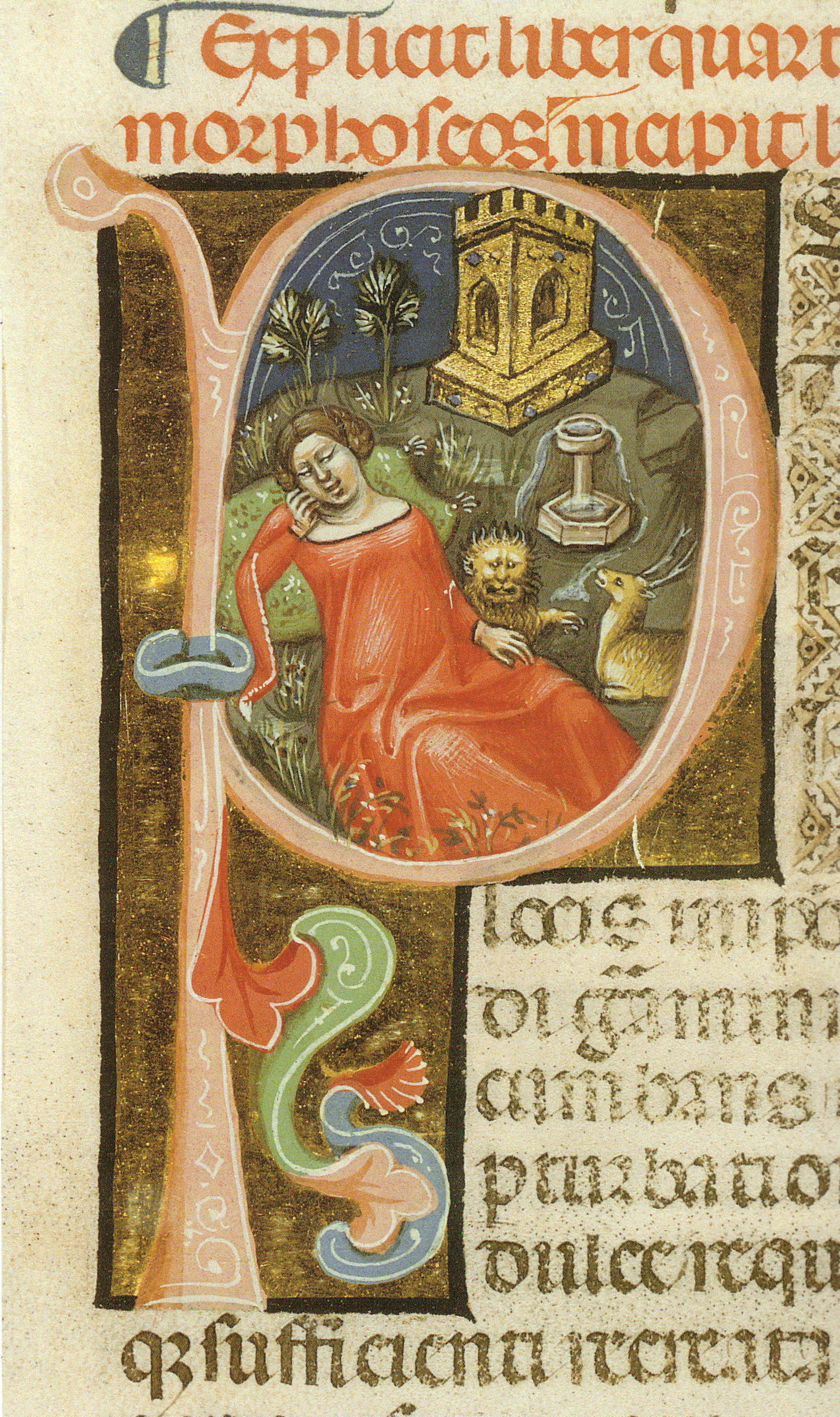
Psyché dans le jardin d'Amour. Lettrine illuminée dans un manuscrit des Métamorphoses de 1345

La haute estime dont Apulée jouissait parmi ses concitoyens est attestée par une statue que sa ville natale érigea en son honneur ; l'inscription honorifique conservée en partie sur son socle le désigne comme la gloire (ornamentum) de Madaure. À Carthage et dans d'autres villes africaines, on lui a érigé des statues de son vivant. À Oea, ses ennemis locaux se sont opposés au projet d'ériger une statue à Apulée ; c'est d'ailleurs à cette occasion que l'écrivain fit un discours pour rejeter les honneurs.
Selon l' Histoire Auguste, l'empereur Septime Sévère, dans une lettre au Sénat, a fait à son rival Clodius Albinus le reproche de ne pas être un homme réellement éduqué, mais seulement un lecteur assidu des Métamorphoses. Apparemment, l'empereur plaçait le roman dans la littérature triviale, dont la lecture à ses yeux était indigne d'un Romain cultivé.
Bien qu'Apulée ait réfuté devant le tribunal l'accusation de magie, il a laissé auprès des Anciens le souvenir d'un sorcier et d'un thaumaturge. Dans l'Antiquité tardive, les miracles qui lui ont été attribués ont été cités, même par des opposants au christianisme, comme des preuves que le Christ n'était pas le seul à posséder de tels pouvoirs. Dans les thermes de Zeuxippe de Constantinople, il y avait dans l'Antiquité tardive une statue en bronze d'Apulée, que l'on honorait comme porteuse de savoirs cachés. Dans l' Anthologie grecque (II, 303–305) sont transmis des vers du poète égyptien Christodoros de Coptos qui y font référence. Vers la fin du IVe siècle, Apulée a été représenté sur des médaillons ; un tel honneur n'était accordé qu'à peu de philosophes et d'auteurs.
Dès le IIIe siècle, les cercles chrétiens ont pris connaissance du traité Du monde ; le théologien Novatien utilise cet écrit comme source dans son propre traité De Trinitate sans le nommer.
Le Père de l'Église Augustin d'Hippone attaqua vivement, dans sa Cité de Dieu, la théorie des démons exposée par son compatriote Apulée dans le traité Du dieu de Socrate. Augustin connaissait aussi les Métamorphoses et l'Apologie, auxquelles il fait allusion ; en outre, il cite le De mundo. Saint Augustin tenait Apulée pour une autorité significative en philosophie ; il n'a cité aucun autre auteur païen aussi souvent que lui.
L'érudit païen Macrobe, dans son commentaire au Songe de Scipion de Cicéron, se dit étonné qu'Apulée ait perdu son temps à la construction d'un roman ; il estime qu'une telle occupation de gratte-papier ne convient pas à un philosophe. Martianus Capella prit le mariage de Psyché dans les Métamorphoses comme modèle pour sa célèbre représentation du mariage de Philologie avec Mercure ; il utilisa aussi le  Peri hermeneias, sans toutefois nommer cette source.
À la fin du Ve ou au VIe siècle, Fulgence le Mythographe présente une transposition du récit d'Amour et Psyché dans un sens chrétien, introduisant ainsi l'interprétation allégorique. Pour lui, Psyché est l'âme humaine, son roi de père est Dieu, ses sœurs sont la chair (au sens biblique du terme) et le libre arbitre. Fulgence juge la présentation d'Apulée maladroite et trompeuse. La signification forcée des rôles et des processus qu'il adopte est difficilement conciliable avec le déroulement des actions chez Apulée.
Sidoine Apollinaire cite la traduction du Phédon comme exemple d'une transposition remarquable du grec en latin.
Dans les beaux-arts de l'Antiquité (peinture, sculpture, arts décoratifs) la relation entre Amour et Psyché était un motif apprécié. Elle a été représentée dès avant l'époque d'Apulée, bien que l'on ne connaisse aucun texte littéraire sur ce sujet. Bon nombre d'œuvres figurées font plus ou moins clairement référence au récit des Métamorphoses.

### Moyen Âge

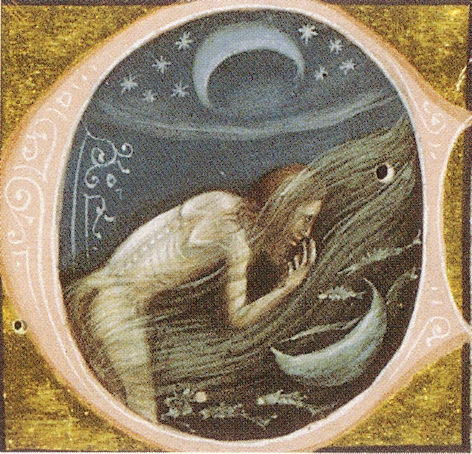
Retour de l'âne vers la forme humaine de Lucius. Miniature d'un manuscrit des Métamorphoses de 1345

Au Moyen Âge, Apulée était connu comme philosophe ; son roman et les œuvres rhétoriques étaient peu diffusés. À part une mention dans un glossaire, aucune trace de la lecture du roman ne nous est parvenue. Le plus ancien manuscrit conservé des Métamorphoses, des Florides et de l'Apologie a été réalisé au XIe siècle à l'abbaye du Mont-Cassin ; à part dans l'environnement de cette abbaye, ces trois œuvres semblent avoir été à peine lues dans le Haut Moyen Âge. Un manuscrit du Moyen Âge tardif contient une introduction étendue (accessus) aux Métamorphoses et à l' Apologie ; l'auteur inconnu considère l' Apologie comme une introduction au roman. Son interprétation est allégorique.
Les hypothèses selon lesquelles les Métamorphoses auraient influencé la littérature de récit du Haut Moyen Âge français sont depuis longtemps discutées et controversées. On trouve des analogies avec l'histoire d'Amour et Psyché dans le roman en vers anonyme Partonopeus de Blois de la fin du XIIe siècle. Mais elles sont en grande partie explicables par des influences directes ou indirectes de la Mythologie de Fulgence, et l'hypothèse a parfois été accueillie avec scepticisme du point de vue narratologique.
L'intérêt pour les écrits philosophiques a suscité un plus grand intérêt. La tradition manuscrite remonte à l'époque carolingienne, et on décèle une diffusion renforcée à partir du milieu du XIe siècle. Des extraits sont repris dans des florilèges. La théorie des démons du traité Du dieu de Socrate est connue par l'intermédiaire du compte rendu qu'en fait saint Augustin, et l'histoire d'Amour et Psyché reste présente grâce à Fulgence. Bernard Silvestre emprunte au traité Du monde des suggestions pour son célèbre poème Cosmographia, composé au milieu du XIIe siècle. Son contemporain Jean de Salisbury considérait Apulée comme une autorité sur le platonisme. Dans son ouvrage Policraticus, très apprécié à la fin du Moyen Âge, il reprit à la lettre les quatre derniers chapitres du De deo Socratis, jugés propres à inciter à cette "vie philosophique" dont il faisait si grand cas. Son image de Platon était fortement influencée par Apulée. Jean admirait autant la philosophie d'Apulée que la beauté de son style. Dans le Moyen Âge tardif, Albert le Grand se réfère souvent à Apulée.
Le Peri hermeneias, dont on a gardé environ trois douzaines de manuscrits, a joué un rôle dans le développement de la dialectique préscolastique et scolastique. Un grand effet indirect est dû à Cassiodore, qui en cite dans ses Institutiones un long passage, et recommande le Peri hermeneias comme littérature complémentaire. À travers les Institutiones, la présentation par Apulée du syllogisme catégorique devient une partie intégrante de l'enseignement médiéval ; déjà Isidore de Séville l'avait empruntée à Cassiodore. Le Peri hermeneias est cité mot à mot vers 790-794 dans les Libri Carolini (IV, 23, éd. Freeman & Meyvaert, p. 549, 3-7), avec mention expresse de son titre et de son auteur ; c'est ainsi que le manuel de logique d'Apulée a été utilisé pour la résolution de problèmes théologiques. Dans l'Empire byzantin, l'image du magicien a survécu dans des légendes ; dans des histoires fantaisistes, il apparaît comme concurrent d'autres magiciens. Michel Psellos nous a transmis ce genre de récits.

### Époque moderne

#### Réception scientifique et littéraire

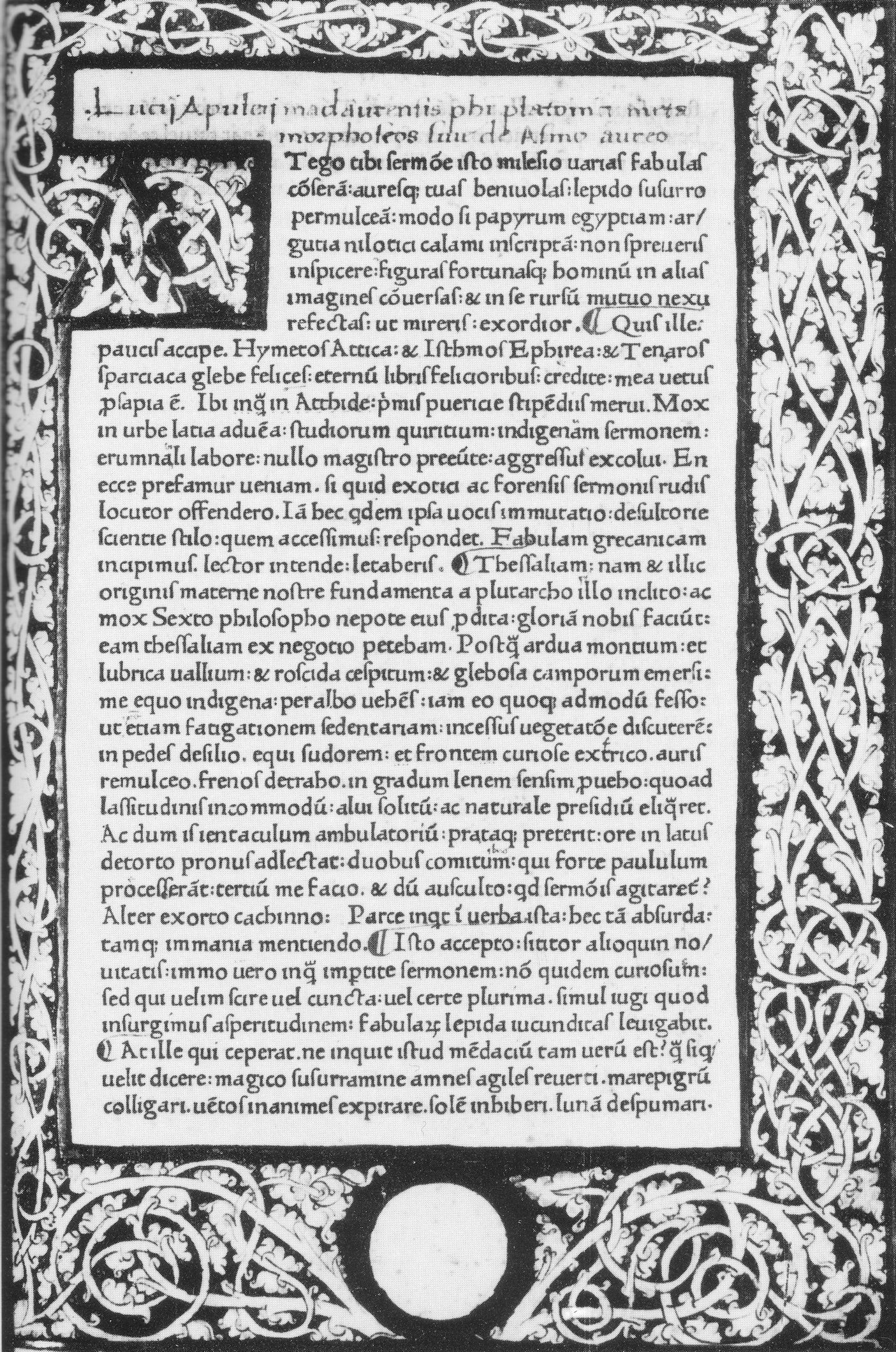
Début des Métamorphoses, première édition imprimée, Rome 1469

L'accueil humaniste des Métamorphoses n'a pas seulement commencé en 1355/1357 avec la découverte du manuscrit du Mont-Cassin ; déjà auparavant, l'humaniste Boccace s'était ménagé un accès à une copie de l'ouvrage. L'affirmation répandue, selon laquelle Boccace aurait emporté le plus ancien codex de la bibliothèque du Mont-Cassin à Florence, et se la serait appropriée, n'est pas exacte ; c'est bien plus probablement l'humaniste Zanobi da Strada qui  emporta le manuscrit du Mont-Cassin. Boccace  emprunta au roman des histoires d'adultère pour son Décaméron. Dans son ouvrage De genealogiis deorum gentilium, il réutilisa des matériaux de diverses œuvres d'Apulée. Pétrarque possédait aussi un manuscrit des Métamorphoses, qu'il garnit de centaines de notes marginales.
Giannozzo Manetti a mis à contribution le traité Du dieu de Socrate pour la rédaction de sa biographie de Socrate. En 1469 paraissent à Rome les premiers incunables des œuvres d'Apulée, édités par Giovanni Andrea De' Bussi, qui auparavant avait été secrétaire de Nicolas de Cues. Mais dans cette édition, on ne trouvait pas le Peri hermeneias, qui ne fut édité qu'en 1528 à Bâle (édition partielle), puis en 1588 à Leyde (texte complet). De' Bussi loua l'érudition de l'auteur antique, ainsi que la richesse et la grâce de son langage. Son contemporain Laurent Valla est d'une tout autre opinion ; le célèbre  humaniste écrit en 1442 que celui qui imitera le style d'Apulée donnera l'impression de "braire" (en latin rudere, qui désigne principalement le cri de l'âne.).
Au plus tard en 1479, Matteo Maria Boiardo termine sa traduction italienne, libre et pleine de fautes, des Métamorphoses, l’Apulegio volgare (Apulée en langue courante) ; son commanditaire est Hercule Ier d'Este, duc de Ferrare. L’Apulegio volgare n'est imprimé qu'en 1518. En 1500, le savant Filippo Beroaldo l'Ancien publie un commentaire étendu du roman ; il traite des Métamorphoses dans son cours à l'université de Bologne. Son commentaire, paru avec un tirage volumineux pour l'époque – 1 200 exemplaires – devient rapidement populaire et exerce une influence  durable. Beroaldo défend, comme avant lui De' Bussi, une interprétation symbolique et spirituelle de l'action du roman ; par exemple, il interprète les roses nécessaires à la rédemption de l'âne comme la culture, au sens des humanistes. Pour Beroaldo, Apulée est un modèle de style. Par là, il s'oppose aux tenants du style de Cicéron, d'un strict classicisme verbal. Les partisans de Cicéron repoussaient Apulée, considéraient son style comme un symptôme de la dégradation de la culture. Francesco Asolano s'exprime dans ce sens dans le prologue de sa nouvelle édition d'Apulée, publiée en 1521 à Venise par les presses d'Alde l'Ancien ; un autre jugement dépréciatif est émis par Philippe Mélanchthon ou Jean Louis Vivès.
Le motif d'un homme transformé en âne est souvent repris dans la littérature générale du XVIe siècle ; il apparaît tant dans la littérature allégorique que dans la satirique. Nicolas Machiavel écrit le poème satirique L'asino (l'âne) en tercets, une parabole, dans laquelle il rapporte sa propre transformation en âne ; cette œuvre est restée inachevée. Dans le genre du roman picaresque qui prolifère d'abord en Espagne, puis dans d'autres pays, les Métamorphoses semblent avoir joué le rôle d'un modèle ; cependant cette influence est souvent difficile à démontrer en détail, et fortement contestée.

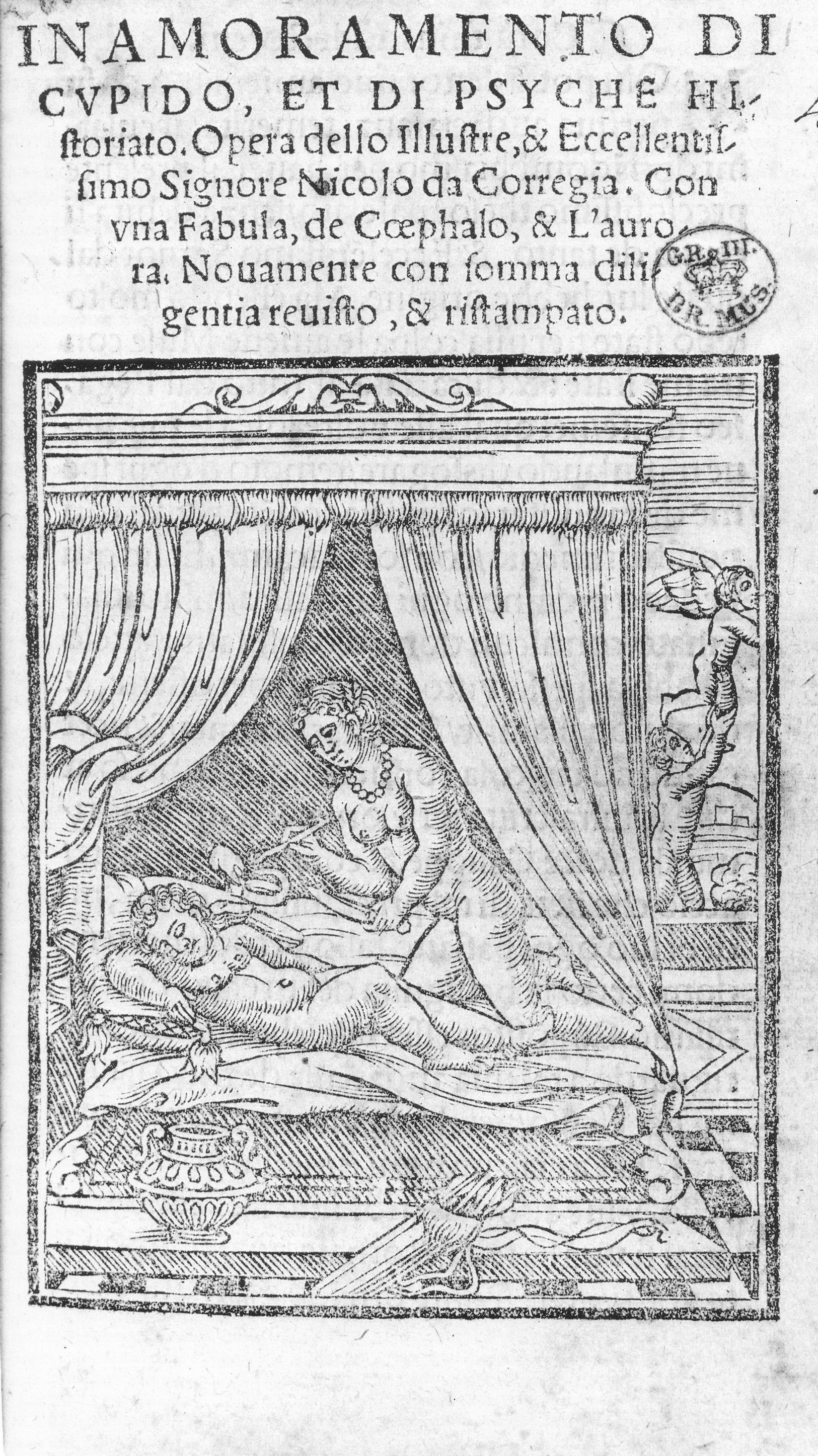
Frontispice du poème Psyché de Niccolò da Correggio, dans l'édition de Venise, 1553

La première traduction en allemand des Métamorphoses, faites par Johann Sieder de Würzburg, paraît imprimée en 1538 chez l'éditeur d'Augsburg Alexander Weißenhorn. Elle est richement illustrée par 78 gravures. Des matériaux de la traduction de Sieder ont été utilisés dans les Meisterlieder de Hans Sachs.
Agnolo Firenzuola a fait une traduction libre, ou plutôt une élaboration, des Métamorphoses, qui n'a été imprimée qu'après sa mort, en 1550 à Venise. En Espagne, Diego López de Cortegana a publié une élégante traduction en espagnol des Métamorphoses, qui a dû paraître pour la première fois vers 1513/1514 et a été souvent rééditée. Une traduction en français de Guillaume Michel paraît en 1518, puis en 1522 ; en 1566 paraît une traduction en anglais due à William Adlington.
Depuis l'aube de la Renaissance, l'histoire d'Amour et Psyché attire particulièrement l'attention. Boccace présente dans De genealogiis deorum gentilium une interprétation allégorique de ce récit. Vers 1490, Niccolò da Correggio compose, sous le titre latin Fabula Psiches et Cupidinis, un long poème sur Psyché qu'il dédie à Isabelle d'Este ; le texte est imprimé en 1507 à Venise. Chez Correggio, l'accent n'est pas mis sur Psyché, mais le récit est fait du point de vue d'Amour. Galeotto del Carretto écrit vers 1500 une comédie en vers Noze de Psiche e Cupidine (« Les noces de Psyché et Cupidon »). Beaucoup d'auteurs humanistes font référence à cette thématique dans leurs ouvrages. L'action est fortement agrandie dans l'épopée espagnole La hermosa Psyche (« La belle Psyché ») de Juan de Mal Lara, qui ajoute de nombreuses épreuves de Psyché. Ercole Udine modifie légèrement la présentation d'Apulée dans son épopée en stances La Psiche, publiée en 1599 à Venise. Ce poème paraît en 1617 dans une nouvelle édition, sous le titre de Avvenimenti amorosi di Psiche (« Aventures amoureuses de Psyché »).
Aux XVIe et XVIIe siècles, les poètes anglais reprennent la matière de Psyché, notamment Edmund Spenser dans
The Faerie Queene, William Browne dans le troisième livre de Britannia's Pastorals, et Shackerley Marmion, qui écrit une épopée The Legend of Cupid and Psyche. Thomas Heywood écrit une pièce de théâtre Loves Maistresse or The Queens Masque, qui est jouée plusieurs fois à la cour, et publiée en 1636 ; dans cette libre interprétation de la matière de Psyché, Heywood fait apparaître Apulée lui-même, et lui fait commenter l'action. En 1662 est donnée à Madrid la première représentation de la comédie Ni Amor se libra de amor (« Le dieu de l'amour n'échappe jamais à l'amour ») de Calderón, qui change l'action très librement. En 1674 paraît le roman en latin en trois livres Psyche Cretica de Johann Ludwig Prasch, dans lequel le récit se mue en allégorie religieuse. Jean de La Fontaine publie en 1669 son influent roman Les amours de Psyché et de Cupidon, dans lequel il souligne l'aspect de la faiblesse féminine. Il transpose le conte mythique à la cour de Versailles.
Des épisodes partiels des Métamorphoses ont fourni des motifs pour les œuvres de la littérature mondiale, comme le Don Quichotte de Miguel de Cervantes, où le protagoniste se bat contre des outres comme le Lucius d'Apulée, et l' Histoire de Gil Blas de Santillane de Lesage. L'influence d'Apulée est reconnaissable dans une série de pièces de Shakespeare, notamment le Songe d'une nuit d'été.

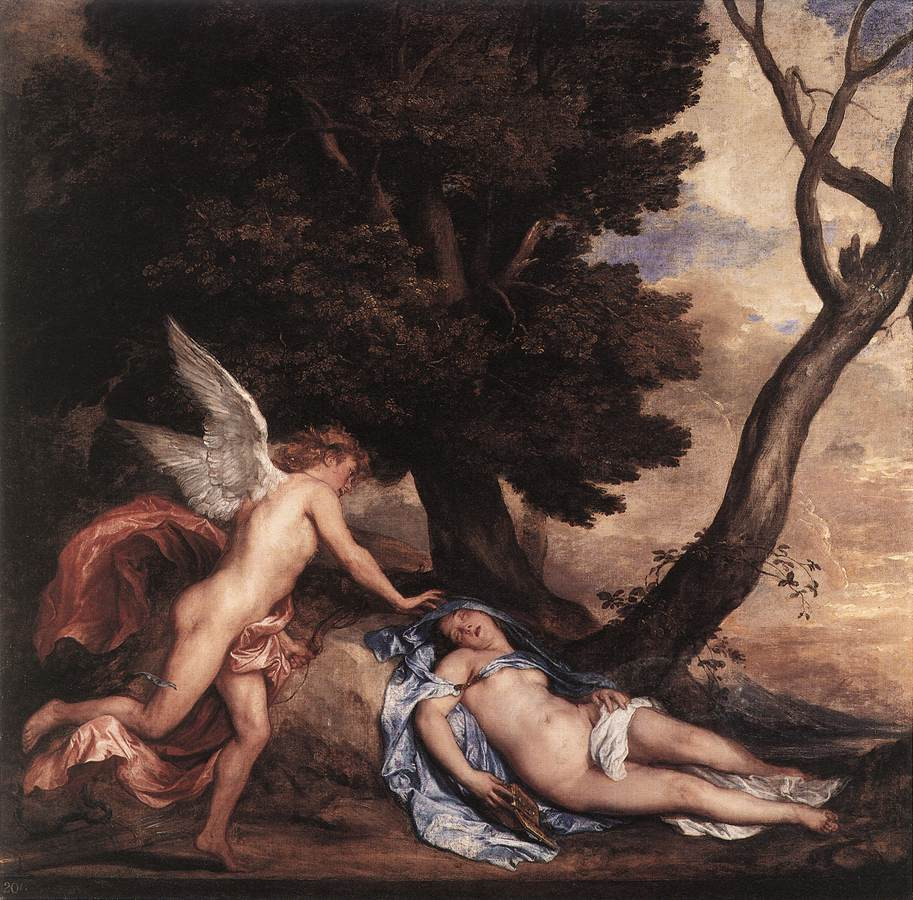
Amour et Psyché, peinture d'Anthonis van Dyck. Royal Collection, Londres

Le poète Johann Wilhelm Ludwig Gleim compose un cycle de 68 poèmes anacréontiques intitulé « Amour et Psyché », publié en 1744 dans son recueil Essai de chants badins. Herder s'enthousiasme pour le récit d'Amour et Psyché ; pour lui, c'est le roman « le plus varié et le plus délicat qui ait jamais été conçu ». Cette louange ne vaut pas pour l'auteur, car Herder pense qu'Apulée n'a fait que retravailler un sujet déjà présent, et même d'une manière « très africaine », « indécente ».
Vers la fin du XVIIIe siècle, la poétesse Mary Tighe met en vers le récit d'Apulée ; son poème Psyche, or The Legend of Love plaît beaucoup aux lecteurs anglais.

#### Beaux-arts
Le sujet de Psyché a reçu un très large accueil dans les beaux-arts. En peinture, la réception commence à l'époque moderne au XVe siècle. Francesco di Giorgio Martini peint un tableau représentant la punition de Psyché sur l'ordre de Vénus, Ercole Ferrarese compose un cycle de fresques sur Amour et Psyché, Giorgione un cycle de tableaux sur les aventures de Psyché (12 tableaux, disparus). À Rome, Raphaël peint en 1517–1518, avec ses élèves, dans la Loggia di Psiche de la Villa Farnesina, un cycle de fresques resté inachevé. Giulio Romano réalise avec ses élèves, au Palais Te, près de Mantoue, le « salon de Psyché », qui illustre en 23 tableaux l'histoire d'amour de Psyché. En 545-546, Perin del Vaga et ses élèves exécutent, dans un appartement papal du Château Saint-Ange (le « salon d'Amour et Psyché »), une frise de fresques illustrant des scènes du récit. Un tableau de 1589 de Jacopo Zucchi montre Psyché admirant Amour endormi. De nombreux autres peintres du XVIe siècle se sont emparés d'épisodes isolés du récit, ou ont créé des cycles entiers, notamment Bernardino Luini, Polidoro da Caravaggio, Michiel Coxcie, Luca Cambiaso, Giorgio Vasari et Bartholomeus Spranger.

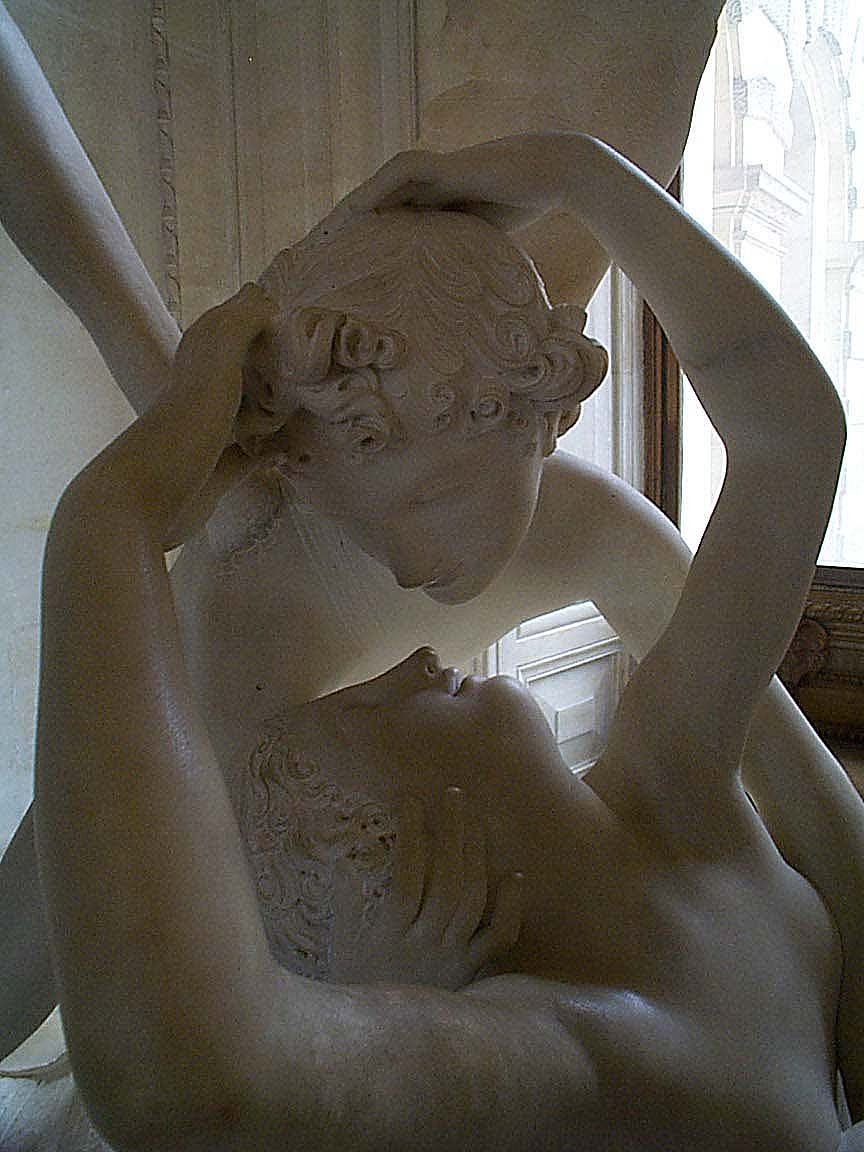
Antonio Canova : Psyché ranimée par le baiser de l'Amour. Louvre, Paris

Le sujet de Psyché a aussi inspiré de nombreux peintres au XVIIe siècle. Rubens a fait de nombreux tableaux qui illustrent des scènes du récit d'Amour et Psyché. Diego Vélasquez, Antoine Van Dyck, Jacob Jordaens, Guido Reni, Charles Le Brun et Claude Lorrain ont aussi choisi ce genre de sujet. Au XVIIIe siècle, François Boucher, Jean-Honoré Fragonard und Angelica Kauffmann, parmi d'autres, ont traité des scènes de l'histoire de Psyché.
Le sculpteur Antonio Canova a réalisé à la fin du XVIIIe siècle des sculptures en marbre d'Amour et Psyché.

#### Musique
Chez les musiciens, la réception du récit d'Amour et Psyché commence au début du XVIe siècle. Le compositeur Bartolomeo Tromboncino écrit la musique de scène du drame Le nozze de Psyche ed Cupidene, dont la première a lieu en 1502.
Aux XVIIe et XVIIIe siècles, beaucoup de librettistes d'opéras s'emparent du sujet ; des livrets apparaissent, avec des titres comme La Psiche ou Amore e Psiche, qui sont mis en musique pour la plupart par des compositeurs aujourd'hui largement oubliés. Nous connaissons une série de représentations : c'est ainsi qu'eut lieu en 1642 à Venise la première de l'opéra Amore innamorato (« Amour amoureux ») de Francesco Cavalli, en 1683 à Naples la première de La Psiche ovvero Amore innamorato (« Psyché ou l'Amour amoureux ») d'Alessandro Scarlatti, en 1738 à Naples la première des Nozze di Psiche con Amore (« Les noces de Psyché et d'Amour ») de Leonardo Leo. Marco Scacchi compose l'opéra Le nozze d'Amore e di Psiche. Jean-Baptiste Lully écrit la musique de la tragédie-ballet Psyché, représentée en 1671 à la cour de Louis XIV sur un texte de Molière dont les vers viennent largement de Pierre Corneille.

### Époque contemporaine

#### Archéologie

Amour et Psyché. Tableau de Bouguereau.

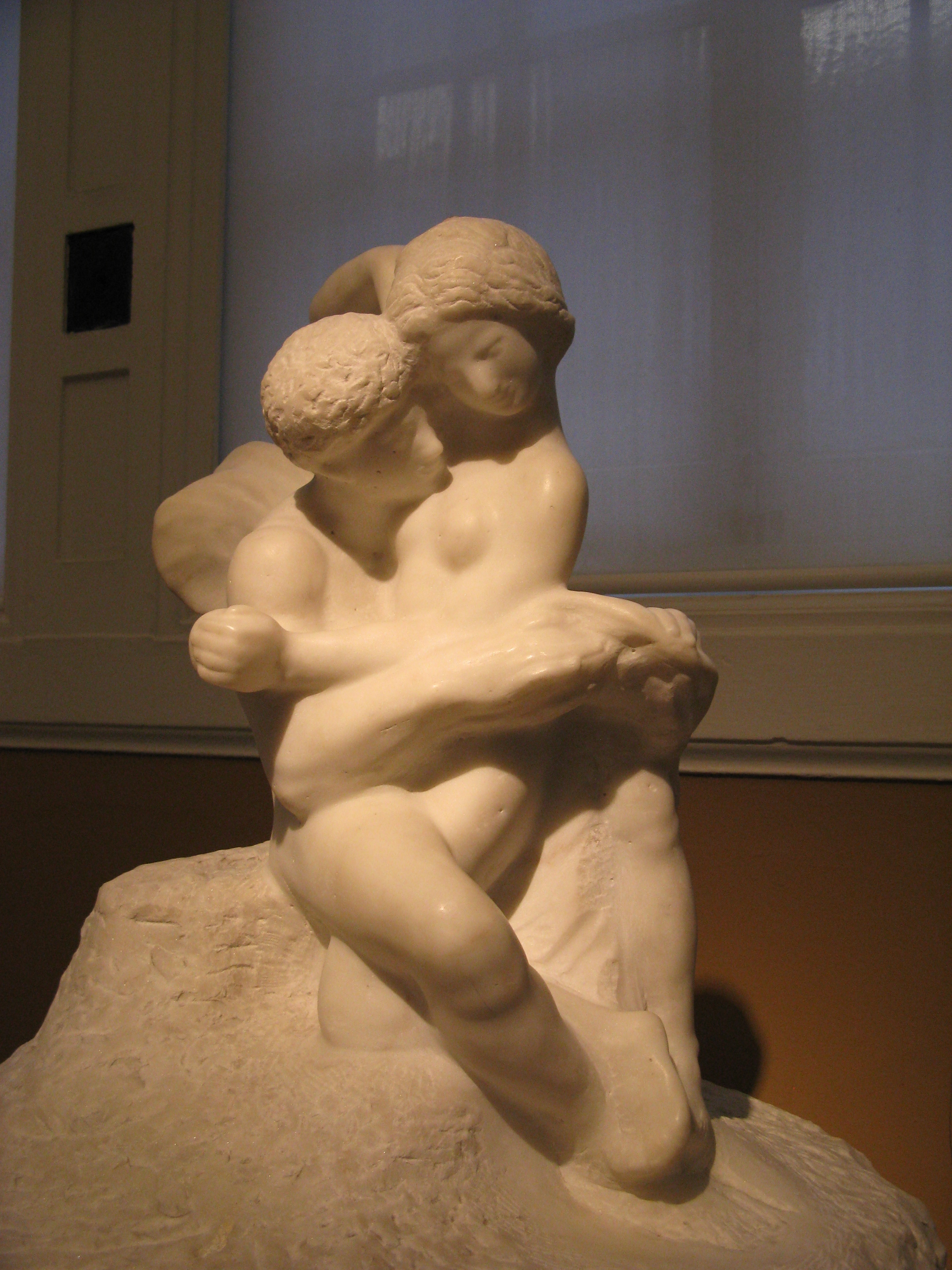
Auguste Rodin: Amour et Psyché. Victoria and Albert Museum, Londres

Aux XIXe et XXe siècles débutants, les Métamorphoses sont vigoureusement critiquées, et parfois rangées dans la littérature de distraction triviale. Le roman est épinglé pour enflure, selon les règles des modèles classiques, et trouvé chaotique. Eduard Norden (de) porte un jugement dévastateur : il trouve dans la langue d'Apulée « une mer mouvante de fantasmagories désertes » ainsi que « l'enflure la plus monstrueuse ». On parlait de « latin africain » (Africitas), en rapportant le style critiqué à l'origine africaine de l'auteur. Dès 1786, David Ruhnken avait constaté une « enflure africaine » chez Apulée ; Friedrich August Wolf s'empara de ce slogan.
Depuis la seconde moitié du XXe siècle, le talent du romancier, l'éclat de sa langue et la multiplicité de ses styles sont reconnus par de nombreux critiques littéraires, même si certains commentateurs condamnent encore les outrances stylistiques et une tendance à la surcharge. La technique raffinée du récit des Métamorphoses est louée et l'ouvrage est considéré comme une pièce majeure de la littérature mondiale. Les jugements portés par les historiens de la philosophie sur les performances d'Apulée comme philosophe sont bien moins favorables. Arthur H. Armstrong le juge un very inferior thinker, Matthias Baltes tient son importance comme philosophe pour très moyenne et ne voit en lui qu'un « brillant artiste oratoire ».

#### Interprétations psychanalytiques
Depuis le XXe siècle, les Métamorphoses sont aussi étudiées intensément du point de vue des interrogations psychologiques ; cependant beaucoup d'auteurs se bornent au récit d'Amour et de Psyché. C'est Franz Riklin qui débute, en proposant en 1908 une interprétation freudienne du récit, dans son étude Wunscherfüllung und Symbolik im Märchen (« Réalisation des désirs et symbolique dans le conte ») ; d'autres interprétations par des analystes d'orientation freudienne, notamment Bruno Bettelheim, ont suivi. Chez les jungiens, l'étude d'Erich Neumann Eros und Psyche. Ein Beitrag zur seelischen Entwicklung des Weiblichen (« Éros et Psyché. Contribution au développement spirituel du féminin »), publiée en 1952, est pionnière. Marie-Louise von Franz présente une analyse profonde des Métamorphoses dans la perspective jungienne. Elle analyse non seulement la vie spirituelle du héros Lucius, mais essaie aussi de saisir du point de vue de la psychologie des profondeurs la personnalité d'Apulée, et d'expliquer son rapport ambivalent au contenu de son roman. D'autres interprétations de jungiens ont suivi. John F. Makowski souligne qu'Amour, Psyché et Vénus subissent un développement spirituel important, avant que le récit se termine par une fin heureuse. Un bilan de la recherche est présenté par James Gollnick, qui s'efforce de déterminer les chances et les limites d'une interprétation psychologique d'Apulée.

#### Littérature
Elizabeth Barrett Browning a composé  une série de poèmes sur des scènes du récit d'Apulée. William Morris a écrit un récit en vers The Story of Cupid and Psyche, dans le cadre de son ouvrage The Earthly Paradise. Robert Hamerling (de) a suivi avec son épopée Amor und Psyche (1882) ; puis parut en 1885 le poème Eros and Psyche de Robert Bridges.
Walter Pater a repris des sujets des Métamorphoses dans son roman publié en 1885 Marius the Epicurean, notamment le récit d'Amour et Psyché ; le héros principal est un admirateur d'Apulée, que Pater met aussi en scène.
En 1956 est paru le roman Till We Have Faces: A Myth Retold de C. S. Lewis. Il raconte le destin de Psyché du point de vue de sa sœur aînée.
En 2022, l'écrivain suisse Alfred Haas a publié, à partir notamment de l'Apologie, une analyse fort complète et empreinte d'humour du procès pour magie d'Apulée sous le titre Les tribulations juidiciaires du bellâtre Apulée (Eidos éditions, Brent).

#### Beaux-arts
À l'époque moderne, l'histoire d'Amour et Psyché est tout d'abord un sujet fréquent dans les arts plastiques, et sa  faveur ne fait que croître à partir de la fin du XVIIIe siècle. On le trouve notamment dans des tableaux de Philipp Otto Runge, Johann Friedrich August Tischbein, Francisco de Goya, Edward Burne-Jones et William Bouguereau. Max Klinger illustre en 1880 le récit d'Apulée avec 46 gravures. Au cours du XXe siècle, le sujet perd de sa notoriété dans la peinture ; cependant Oskar Kokoschka l'a souvent traité.
Le sculpteur Bertel Thorvaldsen a réalisé une série de statues et de reliefs présentant des scènes du récit. Une sculpture et un relief de John Gibson représentent aussi Psyché. Auguste Rodin a immortalisé Amour et Psyché dans de nombreuses statues de marbre.
Le dessinateur français Georges Pichard a publié en 1985–1986 un album en deux volumes « Les sorcières de Thessalie », où il transpose des épisodes des Métamorphoses. Le dessinateur italien Milo Manara publie en 1999 le roman graphique L'asino d'oro.

#### Musique
On a vu aussi naître aux XIXe et XXe siècles une série de compositions musicales (en particulier des opéras et des ballets) dont le thème est l'histoire de Psyché. En 1888, César Franck compose Psyché, un « poème symphonique pour chœur et orchestre », que l'on considère comme l'une de ses œuvres les plus importantes. Richard Franck intitule son poème symphonique Liebesidyll – Amor und Psyche, op. 40 (« Idylle d'amour - Amour et Psyché »). Paul Hindemith écrit l'ouverture du ballet Amour et Psyché, dont la première a lieu en 1943 à Philadelphie.

## Honneurs
L'astéroïde (12606) Apulée porte son nom.

### Biographie
- (de + la)(de) Jürgen Hammerstaedt, Apuleius: De magia., Darmstadt, Wissenschaftliche Buchgesellschaft, coll. « SAPERE. vol. 5 », 2002, 376 p. (ISBN 978-3-534-14946-9, BNF 38970064). Traduction avec le texte latin selon l'édition de Helm [légèrement modifiée] et des essais d'interprétation
- (en) James B. Rives, « The Priesthood of Apuleius », American Journal of Philology, vol. 115,‎ 1994

### Éditions

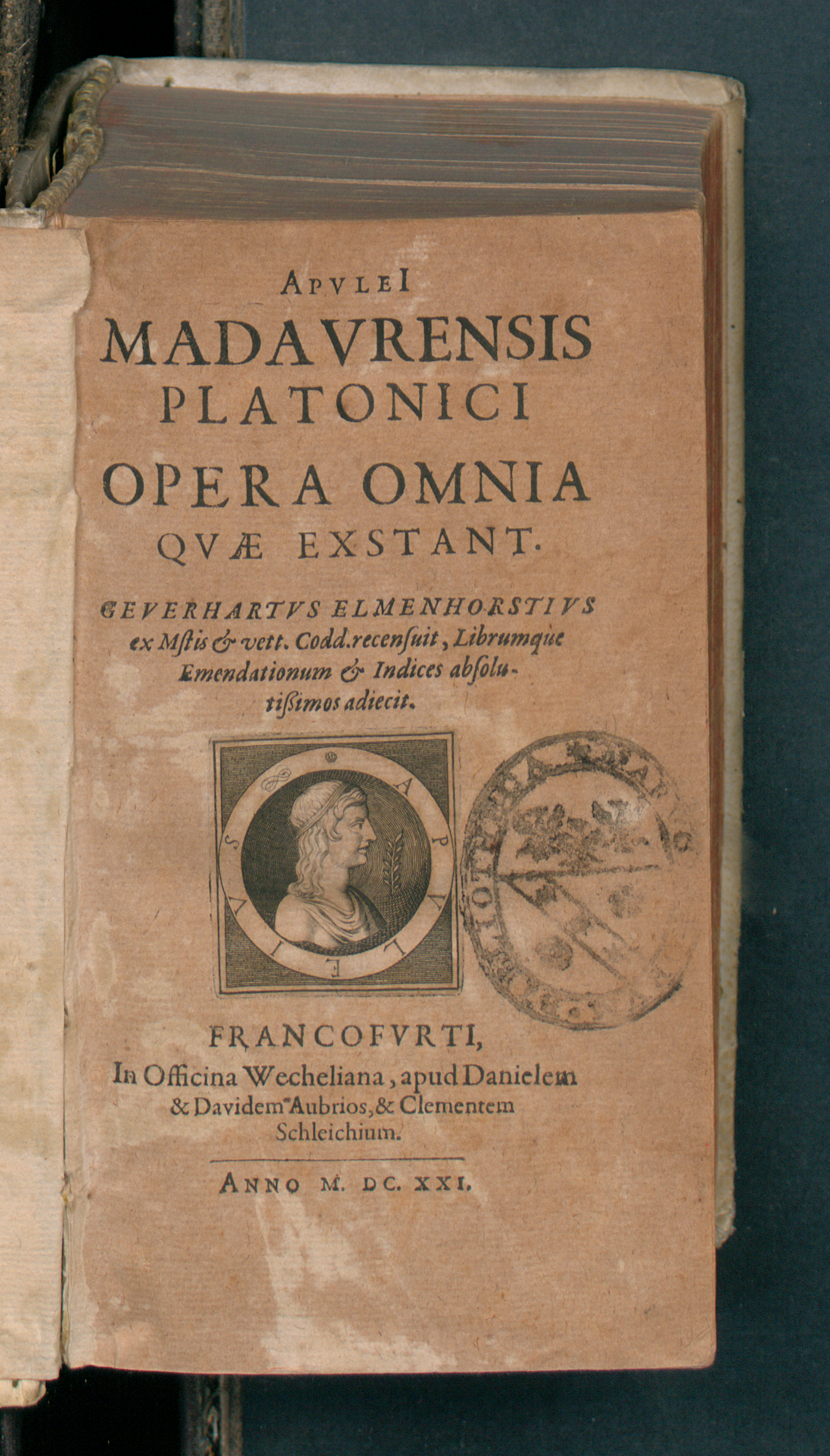
Opera omnia, 1621

#### Édition critique générale
- (la) Apulei Platonici Madaurensis opera quae supersunt., Stuttgart, Leipzig, Teubner
- (en) Stephen J. Harrison, Apuleius. A Latin Sophist., Oxford, Oxford University Press, 2000, 281 p. (ISBN 978-0-19-814053-5, BNF 39196825)

#### Métamorphoses
- (de + la)Lucius Apuleius (trad. August Rode), Der goldene Esel., Wiesbaden, Matrix Verlag, 2009 (ISBN 978-3-86539-202-2)
- (de + la)Edward Brandt et Wilhelm Ehlers, Apuleius: Der goldene Esel. Metamorphoseon libri XI., Düsseldorf et Zurich, Artemis & Winkler, 1998, 5e éd., 574 p. (ISBN 978-3-7608-1508-4). Traduction avec édition non-critique du texte latin
- (de + la)Rudolf Helm, Apuleius: Metamorphosen oder Der goldene Esel., Darmstadt, Wissenschaftliche Buchgesellschaft, 1978, 7e éd.. Édition critique avec traduction
- (fr + la)Donald Struan Robertson et Paul Vallette, « t. 1 (Livres I-III) », dans Apulée: Les Métamorphoses. 3 vol., Paris, Les Belles Lettres, 1989 (ISBN 2-251-01009-2). Édition critique, avec traduction française. Réimpression de la 1re édition de 1940
- (fr + la)Donald Struan Robertson et Paul Vallette, « t. 2 (Livres IV-VI) », dans Apulée: Les Métamorphoses. 3 vol., Paris, Les Belles Lettres, 2000 (ISBN 2-251-01010-6). Édition critique, avec traduction française. Réimpression de la 7e édition, retravaillée, de 1992
- (fr + la)Donald Struan Robertson et Paul Vallette, « t. 3 (Livres VII-XI) », dans Apulée: Les Métamorphoses. 3 vol., Paris, Les Belles Lettres, 1985 (ISBN 2-251-01011-4). Édition critique, avec traduction française. Réimpression de la 1re édition de 1945
- (en + la)Maaike Zimmerman, « Livres IV 28–35, V, et VI 1–24 : The Tale of Cupid and Psyche », dans Maaike Zimmerman, Apulei metamorphoseon libri XI., Oxford, Oxford University Press, 1977 (ISBN 90-6980-146-9). Édition critique
- (en + la)Maaike Zimmerman, « Livre X », dans Maaike Zimmerman, Apulei metamorphoseon libri XI., Oxford, Oxford University Press, 2000 (ISBN 90-6980-128-0). Édition critique

#### Œuvres philosophiques
- (de + la)Matthias Baltes, De deo Socratis. Über den Gott des Sokrates., t. 5, Darmstadt, Wissenschaftliche Buchgesellschaft, coll. « SAPERE », 2004, 230 p. (ISBN 978-3-534-15573-6). Traduction en allemand, avec le texte latin original, selon l'édition de Moreschini [légèrement modifiée] et essais d'interprétations
- (fr + la)Jean Beaujeu (dir.), Apulée : Opuscules philosophiques : Du dieu de Socrate, Platon et sa doctrine, Du monde. Fragments., Paris, Les Belles Lettres, 2002, 2e éd., 350 p. (ISBN 978-2-251-01012-0). Édition critique avec traduction française et commentaires
- (en + la)David Londey et Carmen Johanson, The Logic of Apuleius., Leiden, Brill, 1987, 121 p. (ISBN 978-90-04-08421-6, BNF 34995235). Traduction anglaise de Peri hermeneias avec le texte latin et une introduction fouillée.
- (de + la)(de) Paolo Siniscalco et Karl Albert (trad. du latin), Apuleius: Platon und seine Lehre., Sankt Augustin, Richarz, 1981, 106 p. (ISBN 978-3-921255-92-6, BNF 34791679). Traduction avec le texte latin

#### Œuvres rhétoriques
- (de + la) Rudolf Helm, Apuleius: Verteidigungsrede, Blütenlese., Berlin, Akademie-Verlag, 1977 . Édition critique avec traduction.
- (fr + la) Paul Vallette, Apulée : Apologie — Florides, Paris, Les Belles Lettres, coll. « Collection des Universités de France », 1924, 393 p. (ISBN 2-251-01007-6) Édition critique avec introduction et traduction.

### Ouvrages

#### Présentations générales
- (de) Robert Carver et Ingo Schaaf, « Apuleius von Madaura. », dans Christine Walde, Die Rezeption der antiken Literatur. Kulturhistorisches Werklexikon., Stuttgart, Metzler, 2010 (ISBN 978-3-476-02034-5), col. 45–68 ; dans Der Neue Pauly. Supplément 7
- (de) Klaus Sallmann, Die Literatur des Umbruchs. Von der römischen zur christlichen Literatur, 117 bis 284 n. Chr., vol. 8, t. 4 : Handbuch der lateinischen Literatur der Antike, Munich, Beck, coll. « Handbuch der Altertumswissenschaft », 1997, 651 p. (ISBN 978-3-406-39020-3, BNF 36708634)

#### Métamorphoses
- Apulée, Metamorphoses, Groningen, Bouma (après 1985 Egbert Forsten), 1977–2007. Commentaires approfondis.
- (la) St Augustin, De civitate dei, 426
- (de) Gerhard Binder et Reinhold Merkelbach, Amor und Psyche, Darmstadt, 1968
- (en) Robert H. F. Carver, The Protean Ass. The Metamorphoses of Apuleius from Antiquity to the Renaissance., Oxford, Oxford University Press, 2007, 545 p. (ISBN 978-0-19-921786-1, BNF 41445134)
- (de) Ulrike Egelhaaf-Gaiser, Kulträume im römischen Alltag, Stuttgart, 2000, p. 30–37, 74–76
- (en) Luca Graverini, Literature and Identity in the Golden Ass of Apuleius, Columbus, 2012.
- (en) John Gwyn Griffiths (trad. du latin), Apuleius of Madauros: The Isis-Book (Metamorphoses, Book XI), Leiden, Brill, 1975, 440 p. (ISBN 978-90-04-04270-4, BNF 35371081). Commentaire approfondi
- (en) Benjamin Lodewijk Hijmans, « Livre IV 1–27 », dans Maaike Zimmerman, Apulei metamorphoseon libri XI., Oxford, Oxford University Press, 1977 (ISBN 90-6088-059-5). Édition critique
- (en) Benjamin Lodewijk Hijmans, « Livres VI 25–32 et VII », dans Maaike Zimmerman, Apulei metamorphoseon libri XI., Oxford, Oxford University Press, 1981 (ISBN 978-0-19-927702-5). Édition critique
- (en) Benjamin Lodewijk Hijmans, « Livre VIII », dans Maaike Zimmerman, Apulei metamorphoseon libri XI., Oxford, Oxford University Press, 1985 (ISBN 90-6980-005-5). Édition critique
- (en) Benjamin Lodewijk Hijmans, « Livre IX », dans Maaike Zimmerman, Apulei metamorphoseon libri XI., Oxford, Oxford University Press, 1995 (ISBN 90-6980-085-3). Édition critique
- (de) Judith Hindermann, Der elegische Esel. Apuleius' Metamorphosen und Ovids Ars Amatoria., Frankfurt a.M., Peter Lang, 2009
- (en) Wytse H. Keulen, « Livre I », dans Maaike Zimmerman, Apulei metamorphoseon libri XI., Oxford, Oxford University Press, 2007 (ISBN 978-90-6980-154-4). Édition critique
- Serge Lancel, « « Curiositas » et préoccupations spirituelles chez Apulée », Revue de l'Histoire des Religions, vol. 160,‎ 1961, p. 25–46
- Danielle Karin van Mal-Maeder, Apulée : Les Métamorphoses. Livre II, 1–20. Thèse, Groningen, 1998 (ISBN 978-90-367-0883-8). Commentaires
- (it) Teresa Mantero, Amore e Psiche. Struttura di una « fiaba di magia », Gênes, 1973
- (de) Reinhold Merkelbach, Roman und Mysterium in der Antike, Munich, 1962, p. 1–90
- (en + la)(en) Rudi T. van der Paardt, L. Apuleius Madaurensis : The Metamorphoses. A commentary on book III with text & introduction., Amsterdam, Hakkert, 1971, 218 p. (ISBN 978-90-256-0573-5, BNF 35665147)
- (de) Richard Reitzenstein, Das Märchen von Amor und Psyche bei Apuleius, Leipzig, 1912, p. 16–28
- (de) Richard Reitzenstein, Die Göttin Psyche in der hellenistischen und frühchristlichen Literatur, Heidelberg, 1917
- (en) Carl C. Schlam, The Metamorphoses of Apuleius. On making an Ass of Oneself, Londres, 1992
- (de) Michaela Schmale, « Lector asinus est. Zum Verhältnis von Erzähler und Leser in Apuleius' Metamorphosen », Würzburger Jahrbücher für die Altertumswissenschaft, vol. 28a « nouv. série »,‎ 2004, p. 125–139
- (en) Jan-Öjvind Swahn, The Tale of Cupid and Psyche, Lund, 1955, p. 373–380
- Roger Thibau, « Les Métamorphoses d'Apulée et la théorie platonicienne de l'Éros », Studia Philosophica Gandensia, vol. 3,‎ 1965, p. 89–144, ici 141
- (de) Helmut van Thiel, Der Eselsroman, t. 1 : Untersuchungen, Munich, 1971

#### Ouvrages philosophiques
- (en) Claudio Moreschini, Apuleius and the Metamorphoses of Platonism., Turnhout, Brepols Publishers, 2016, 420 p. (ISBN 978-2-503-55470-9, BNF 44450415)
- (it + la)Mariano Baldassarri (dir.), Apuleio: L'interpretazione., Liceo « A. Volta », Como, 1986. Édition critique de Peri hermeneias avec traduction en italien et commentaires
- (de) Wolfgang Bernard, « Zur Dämonologie des Apuleius von Madaura », Rheinisches Museum für Philologie, vol. 137,‎ 1994, p. 358–373
- (de) Heinrich Dörrie et al, Der Platonismus in der Antike, t. 7.1, Stuttgart-Bad Cannstatt, 2008
- (en) Stephen Gersh, Middle Platonism and Neoplatonism. The Latin Tradition., Notre Dame (Indiana), University of Notre Dame Press, 1986, 939 p. (ISBN 978-0-268-01363-9, BNF 34994696), t.1, p.215–328
- (de) Raymond Klibansky et Frank Regen, Die Handschriften der philosophischen Werke des Apuleius, Gœttingue, 1993
- (de) Adolf Lumpe, Die Logik des Pseudo-Apuleius. : Ein Beitrag zur Geschichte der Philosophie., Augsbourg, Seitz, 1982 (ISBN 978-3-9800641-0-1)
- (de) Josef Redfors, Echtheitskritische Untersuchung der apuleischen Schriften De Platone und De mundo, Lund, 1960
- (en) Gerald Sandy, The Greek World of Apuleius. Apuleius and the Second Sophistic., Leiden, Brill, 1997, 276 p. (ISBN 978-90-04-10821-9, BNF 36969460)

#### Ouvrages rhétoriques
- (en) Vincent Hunink, Apuleius of Madauros: Florida., Amsterdam, Gieben, 2001, 258 p. (ISBN 978-90-5063-218-8, BNF 38840700). Commentaire approfondi
- Adolfo La Rocca, Il filosofo e la città. Commento storico ai Florida di Apuleio (coll. « Saggi di storia antica », 24), Rome, L'Erma di Bretschneider, 2005, 302 p.  (ISBN 978-88-8265-157-2)
- (de) Peter Schenk, « Einleitung », dans Jürgen Hammerstaedt, Apuleius: De magia, Darmstadt, 2002

#### Poèmes
- (en) Stephen J. Harrison, « Apuleius eroticus : Anth. Lat. 712 Riese », Hermes, vol. 120,‎ 1992, p. 83–89

#### Ouvrages perdus
- (la) Heinrich Keil, Grammatici latini, Leipzig, 1856-1880. Les références à la compilation des Grammairiens Latins par Keil sont indiquées par le sigle GLK.

### Accueil

#### Antiquité
- (en) Stephen Harrison, « Constructing Apuleius : The Emergence of a Literary Artist », Ancient Narrative, vol. 2,‎ 2002, p. 143–171, ici : 144 sq
- (it) Claudio Moreschini, Apuleio e il platonismo, Florence, 1978
- Sidoine Apollinaire, P. Courcelle (dir.) et A. Loyen (dir.) (trad. A. Loyen), Lettres, Paris, Les Belles Lettres, 1970

#### Moyen Âge
- (la) Cassiodore, Institutiones
- (la) Charlemagne, Libri Carolini, 790, p. 95-557. Aussi nommé Opus Caroli regis contra synodum

#### Époque moderne
- (en) John F. D'Amico, « The Progress of Renaissance Latin Prose : The Case of Apuleianism », Renaissance Quarterly, vol. 37,‎ 1984, p. 351–392, ici : 360–362, 365, 377
- (en) Julia Haig Gaisser, The Fortunes of Apuleius and the Golden Ass. : A Study in Transmission and Reception., Princeton, Princeton University Press, 2008, 365 p. (ISBN 978-0-691-13136-8, BNF 41351173)
- (en) James Gollnick, Love and the Soul. Psychological Interpretations of the Eros and Psyche Myth, Waterloo (Ontario), 1992
- (de) Birgit Plank, Johann Sieders Übersetzung des « Goldenen Esels » und die frühe deutschsprachige « Metamorphosen »-Rezeption, Tübingen, 2004